# Tournoi de tennis d'Angers
Le tournoi de tennis d'Angers est un tournoi de tennis féminin du circuit professionnel WTA.
Il est créé en 2021 pour rejoindre les tournois classés en WTA 125. L'épreuve est alors, en cette année, la 4e située en France dans le calendrier féminin après Roland-Garros, Strasbourg et Lyon.

## Palmarès

### Simple
| No | Date       | Nom et lieu du tournoi              | Catégorie | Dotation  | Surface    | Vainqueure         | Finaliste          | Score          |         |
| -- | ---------- | ----------------------------------- | --------- | --------- | ---------- | ------------------ | ------------------ | -------------- | ------- |
| 1  | 06-12-2021 | Open P2i Angers Arena Loire, Angers | WTA 125   | 115 000 $ | Dur (int.) | Vitalia Diatchenko | Zhang Shuai        | 6-0, 6-4       | Tableau |
| 2  | 05-12-2022 | Open P2i Angers Arena Loire, Angers | WTA 125   | 115 000 $ | Dur (int.) | Alycia Parks       | Anna-Lena Friedsam | 6-4, 4-6, 6-4  | Tableau |
| 3  | 04-12-2023 | Open P2i Angers Arena Loire, Angers | WTA 125   | 115 000 $ | Dur (int.) | Clara Burel        | Chloé Paquet       | 6-3, 4-6, 6-2  | Tableau |
| 4  | 02-12-2024 | Open In Arte Angers Loire, Angers   | WTA 125   | 115 000 $ | Dur (int.) | Alycia Parks       | Belinda Bencic     | 7-64, 3-6, 6-0 | Tableau |

### Double
| No | Date       | Nom et lieu du tournoi             | Catégorie | Dotation  | Surface    | Vainqueures                          | Finalistes                              | Score            |         |
| -- | ---------- | ---------------------------------- | --------- | --------- | ---------- | ------------------------------------ | --------------------------------------- | ---------------- | ------- |
| 1  | 06-12-2021 | Open P2i Angers Arena Loire Angers | WTA 125   | 115 000 $ | Dur (int.) | Tereza Mihalíková Greet Minnen       | Monica Niculescu Vera Zvonareva         | 4-6, 6-1, [10-8] | Tableau |
| 2  | 05-12-2022 | Open P2i Angers Arena Loire Angers | WTA 125   | 115 000 $ | Dur (int.) | Alycia Parks Zhang Shuai             | Miriam Kolodziejová Markéta Vondroušová | 6-2, 6-2         | Tableau |
| 3  | 04-12-2023 | Open P2i Angers Arena Loire Angers | WTA 125   | 115 000 $ | Dur (int.) | Cristina Bucșa Monica Niculescu      | Anna Danilina Alexandra Panova          | 6-1, 6-3         | Tableau |
| 4  | 02-12-2024 | Open In Arte Angers Loire Angers   | WTA 125   | 115 000 $ | Dur (int.) | Monica Niculescu Elena-Gabriela Ruse | Belinda Bencic Céline Naef              | 6-3, 6-4         | Tableau |